# David Klass

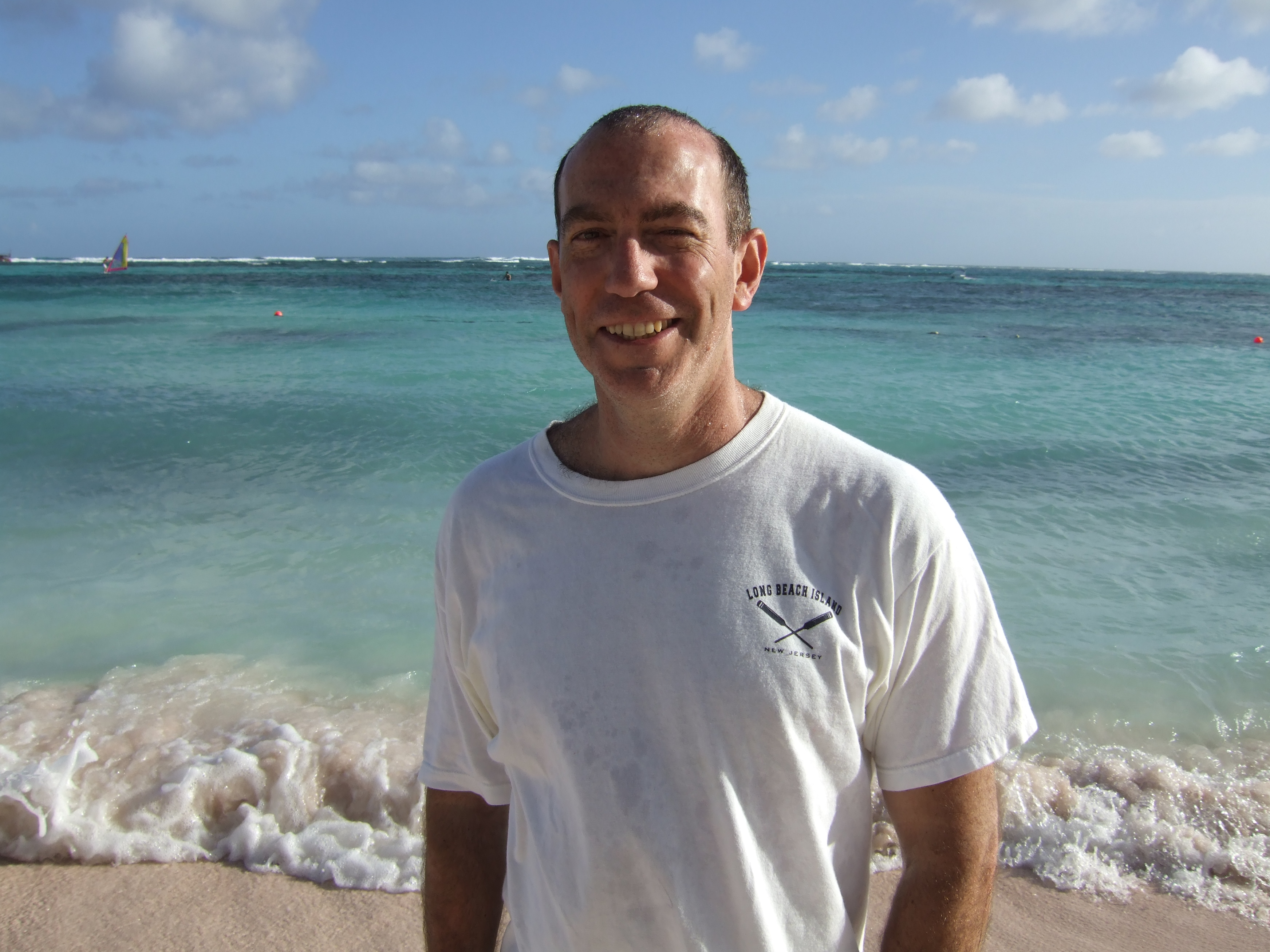
David Klass (2007)

David Klass (* 8. März 1960 in Vermont) ist ein US-amerikanischer Schriftsteller und Drehbuchautor.

## Leben
Klass stammt aus einer Schriftstellerfamilie und wuchs mit seinen zwei Schwestern bei seinen Eltern in New Jersey auf. Er  studierte zunächst Geschichte und Literatur an der Yale University; das Studium schloss er 1982 als B.A. ab. An der USC School of Cinematic Arts der University of Southern California beendete er ein anschließendes Studium als M.A. Als Englischlehrer unterrichtete er in Atami (Japan) und schrieb über seine Erfahrungen dort seinen ersten Roman The Atami Dragons. Klass lebt als Buch- und Drehbuchautor in New York. Sein Jugendroman Wenn er kommt, dann laufen wir wurde vielfach ausgezeichnet und für den Deutschen Jugendliteraturpreis 2007 nominiert.

## Werke
- Thriller
  - 2021: Klima – Deine Zeit läuft ab (Out of Time)
- Drehbücher
  - 1997: … denn zum Küssen sind sie da (Kiss the Girls)
  - 1998: Desperate Measures
  - 2001: Die Zeit der Schmetterlinge (In the Time of the Butterflies)
  - 2004: Walking Tall – Auf eigene Faust (Walking Tall)
  - 2012: Emperor – Kampf um den Frieden (Emperor)

- Jugendbücher
  - Siegen kann tödlich sein (Grandmaster), 2015
  - Eisbeben (TimeLock), 2009
  - Wirbelsturm (Whirlwind), 2008
  - Feuerquell (Firestorm), 2007
  - Wenn er kommt, dann laufen wir (engl. Dark Angel), 2006
  - Du bist der Nächste! (engl. Home of the braves), 2006
  - Was du willst, 2003
  - Ihr kennt mich nicht! (engl. You don’t know me), 2001